# Friedrich Bödicker
Friedrich Bödicker (Kassel, 13 marzo 1866 – Kassel, 20 settembre 1944) è stato un ammiraglio tedesco, che fu comandante del I e del II. Aufklärungsgruppe della Hochseeflotte nel corso della prima guerra mondiale. Partecipò al bombardamento di Yarmouth e Lowestoft e alla battaglia dello Jutland.

## Biografia

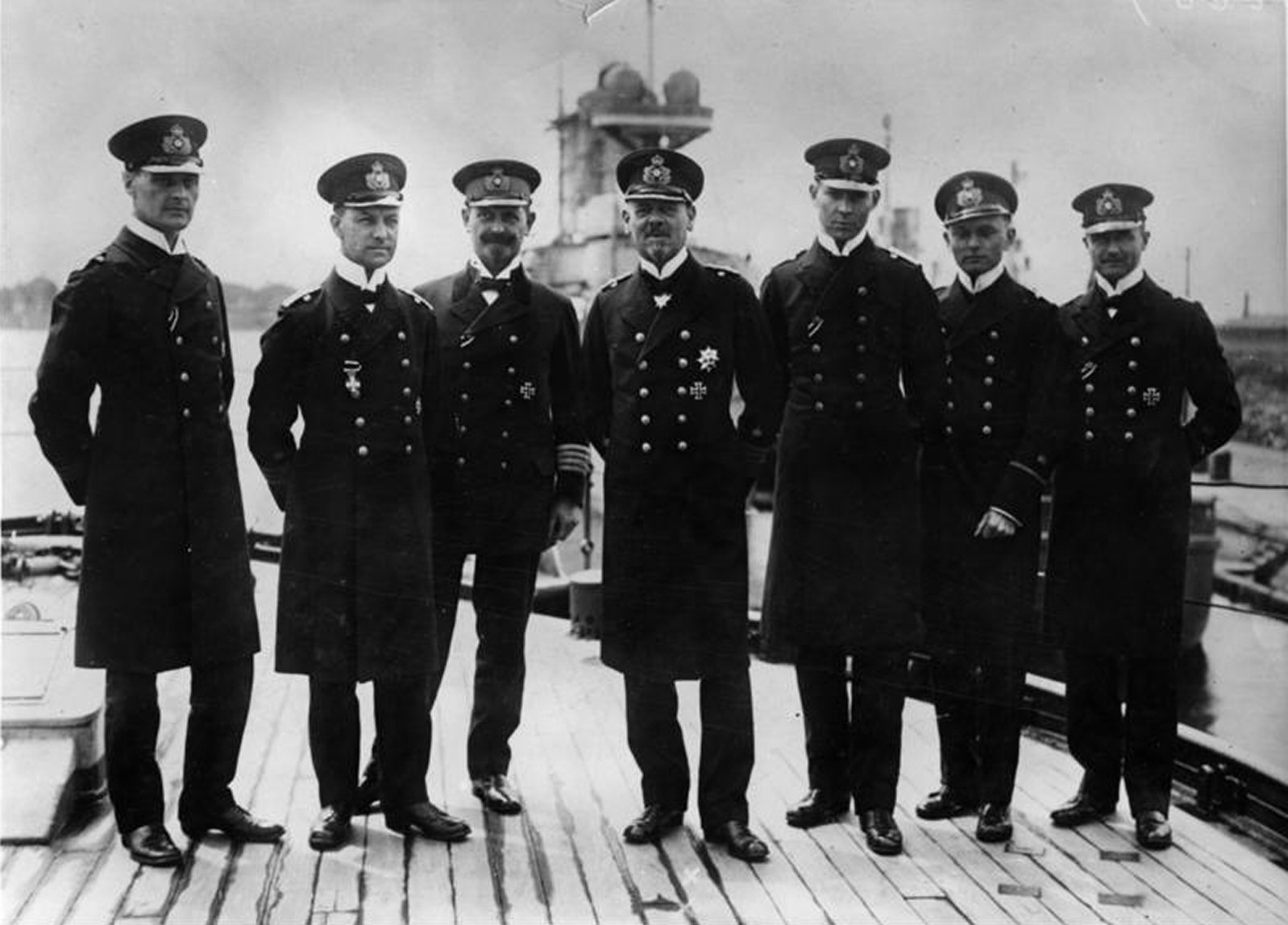
Il vice ammiraglio Franz von Hipper al centro con il suo stato maggiore. Da sinistra a destra: Tenente Comandante Friedrich Brutzer, Kkpt. Erich Raeder, capo chirurgo generale della marina Adolf Hagenah, vice ammiraglio Franz von Hipper, capitano Gottfried Hansen, capitano Oskar von der Lühe, contrammiraglio Friedrich Bödicker.

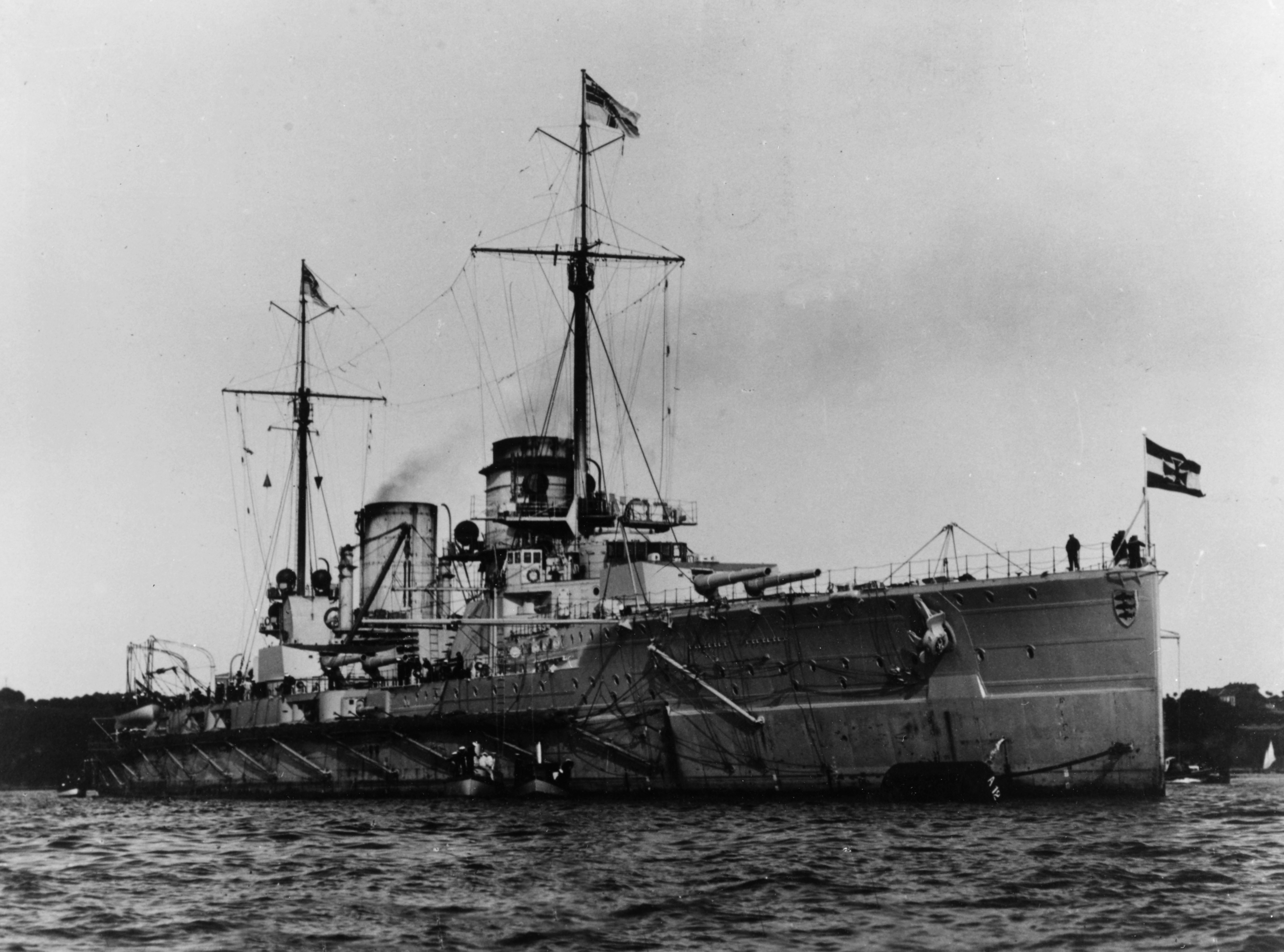
L'incrociatore da battaglia Seydlitz, ammiraglia di Bödicker, in porto nel 1916.

Nacque a Kassel il 13 marzo 1866.  Dopo essersi diplomato al liceo nel 1884, entrò nella Kaiserliche Marine seguendo l'addestramento per diventare ufficiale di marina. Prestò servizio sia a bordo di varie navi che in posizioni di stato maggiore. Come capitano di corvetta, nell'ottobre 1907 gli fu affidato il comando dell'incrociatore protetto Frauenlob e poco dopo fu promosso capitano di fregata. Nel gennaio 1908 divenne comandante dell'incrociatore protetto Stettin  che sostituì il Frauenlob nelle forze di ricognizione (Aufklärungsstreitkräften) comandandolo fino al settembre 1908. Dal 17 giugno all'8 agosto 1908 accompagnò con lo Stettin lo yacht imperiale Hohenzollern nelle regate in Norvegia e in visita a Stoccolma. Dal settembre 1910 al settembre 1913 comandò come capitano di vascello la nave da battaglia Schleswig-Holstein.
Dopo lo scoppio della prima guerra mondiale fu promosso contrammiraglio e dal 28 agosto 1915 al 10 settembre 1916 comandò il II. Aufklärungsgruppe, composto da moderni incrociatori leggeri. Dal 27 marzo al 12 maggio 1916, mentre il vice ammiraglio Franz von Hipper era in convalescenza, comandò anche il I. Aufklärungsgruppe, composto dagli incrociatori da battaglia Seydlitz, Lützow, Derfflinger, Moltke e Von der Tann. Nell'aprile 1916 l'ammiraglio Reinhard Scheer effettuò una puntata verso la costa orientale inglese con parti della Hochseeflotte e bombardò le città di Lowestoft e Yarmouth.
Il Seydlitz, sul quale aveva alzato la sua insegna, dovette tornare a Wilhelmshaven dopo aver colpito una mina vicino a Norderney e dovette trasbordare sul Lützow. A Lowestoft furono distrutte due batterie costiere da 150 mm e circa 200 case, mentre a Yarmouth furono sparate solo poche raffiche a causa della visibilità eccezionalmente scarsa. Durante l'azione l'incrociatore britannico Conquest fu gravemente danneggiato dal fuoco dell'artiglieria degli incrociatori da battaglia tedeschi.
Al rientro di Hipper assunse nuovamente il comando del II. Aufklärungsgruppe, composto dagli incrociatori Frankfurt (nave ammiraglia), Elbig, Pillau e Wiesbaden, Rostock e Regensburg. Le sue navi furono le prime a entrare in contatto con il nemico e alle 14:36, nonostante fosse molto lontana, lo Elbing mise a segno il primo colpo della battaglia, anche se inesploso, sull'incrociatore britannico Galatea. Intorno alle 19:00 con le sue navi incontrò inaspettatamente la Grand Fleet e finì sotto un forte fuoco d'artiglieria. Il Wiesbaden colpito gravemente affondò durante la notte. Gli altri tre incrociatori del suo gruppo riuscirono a ritirarsi nonostante avessero ricevuto numerosi colpi. La notte successiva l'Elbing entrò in collisione la nave da battaglia Posen e dovette essere affondato dal suo stesso equipaggio. Il 1º giugno solo due incrociatori del II. Aufklärungsgruppe ritornarono in Germania con la flotta d'alto mare.
Dal 2 settembre al 14 ottobre 1916 comandò nuovamente il I. Aufklärungsgruppe in assenza di Hipper, e dal 15 ottobre fu nominato vicecomandante del I. Aufklärungsgruppe. Il 22 gennaio 1918 il contrammiraglio Ludwig von Reuter lo sostituì in questa posizione. Promosso viceammiraglio il 27 gennaio 1918 fu nominato comandante del 1ª Squadra della flotta d'alto mare alzando la sua insegna sulla nave da battaglia Ostfriesland. Mantenne questo incarico fino alla fine della guerra. Nell'aprile 1918 la 1ª Squadra partecipò all'ultima incursione nel Mare del Nord della flotta d'alto mare.
Nell'agosto 1918 fu nominato comandante dell'operazione Schlußstein, il cui obiettivo era quello di occupare la ferrovia Murman in Carelia. Iniziò i preparativi il 12 agosto sminando le vie di accesso al golfo di Finlandia. Lui stesso andò con il suo stato maggiore sull'incrociatore Stralsund via Libau, Reval, Helsingfors, Narva e Hungerburg a Björkö Sund per guidare i preparativi, mentre teneva pronte le sue navi di linea a Kiel. Tuttavia, nella prima settimana di settembre l'operazione fu temporaneamente rinviata a causa della situazione poco chiara sul fronte orientale ed egli ritornò a Wilhelmshaven con lo Stralsund. L'operazione venne definitivamente abbandonata il 27 settembre.
Il 2 ottobre la 1ª Squadra era pronta ad affrontare i sottomarini delle Fiandre. Condusse la 1ª Squadra alla foce dell'Elba il 3 novembre, dopo l'ordine alla flotta del 24 ottobre 1918, e la fece ormeggiare nella chiusa di Brunsbüttel. Il 6 novembre i marinai si ammutinarono e un consiglio di soldati prese il comando. Il 9 novembre la 1ª Squadra ritornò a Wilhelmshaven, dove la colse la fine della guerra l'11 dello stesso mese. Le navi furono poste in disarmo nella quarta settimana di novembre e lo stato maggiore della squadra fu sciolto il 27 novembre.
Dal 28 novembre 1918 egli fu messo a disposizione del comandante della stazione navale del Mare del Nord e del segretario di Stato del Reichsmarineamt e poi congedato il 17 marzo 1919. Si spense a Kassel il 20 settembre 1944.

### Annotazioni
1. ↑  All'arrivo in porto aveva imbarcato 1.600 tonnellate di acqua.

### Fonti
1. 1 2 3 4 5  Bradley, Hildebrand, Henriot 1988, pp. 124-125.
2. 1 2  Dreadnought Project.
3. ↑  Scheer 1920, p. 123.
4. ↑  Scheer 1920, p. 126.
5. ↑  Scheer 1920, p. 138.
6. ↑  Scheer 1920, p. 141.
7. ↑  Scheer 1920, p. 151.
8. ↑  Scheer 1920, p. 156.
9. ↑  Scheer 1920, p. 162.
10. ↑  Scheer 1920, p. 296.
11. 1 2 3 4 5 6 7  Marinekabinett 1918, p. 7.